# Huracà Irene
|  | Aquest article tracta sobre huracà del 2011. Vegeu-ne altres significats a «Huracà Irene (desambiguació)». |

L'huracà Irene va ser un huracà de l'oest de l'oceà Atlàntic nord que va causar nombrosos danys a diversos països caribenys i de la costa est dels Estats Units, especialment des de Carolina del Sud fins Nova Anglaterra. Va ser la novena tempesta nomenada de la Temporada d'huracans a l'Atlàntic de 2011 i la primera a arribar a la categoria d'huracà en la mateixa temporada. Es va desenvolupar a partir d'una ona tropical ben definida, que va començar a organitzar-se a l'Est de les illes de Sobrevent. Irene va passar prop de Saint Croix el 21 d'agost i va continuar el seu desplaçament cap a l'oceà Atlàntic. Després va tocar terra a Puerto Rico amb força propera a la d'un huracà, causant vents intensos i danys moderats. Durant el seu desplaçament sobre l'illa va adquirir intensitat d'huracà i el 24 d'agost, després d'assotar el sud-est de les Bahames i les illes Turks i Caicos, es va convertir en el primer huracà major (categoria 3) de la temporada en els voltants de l'illa Acklins.

## Història meteorològica

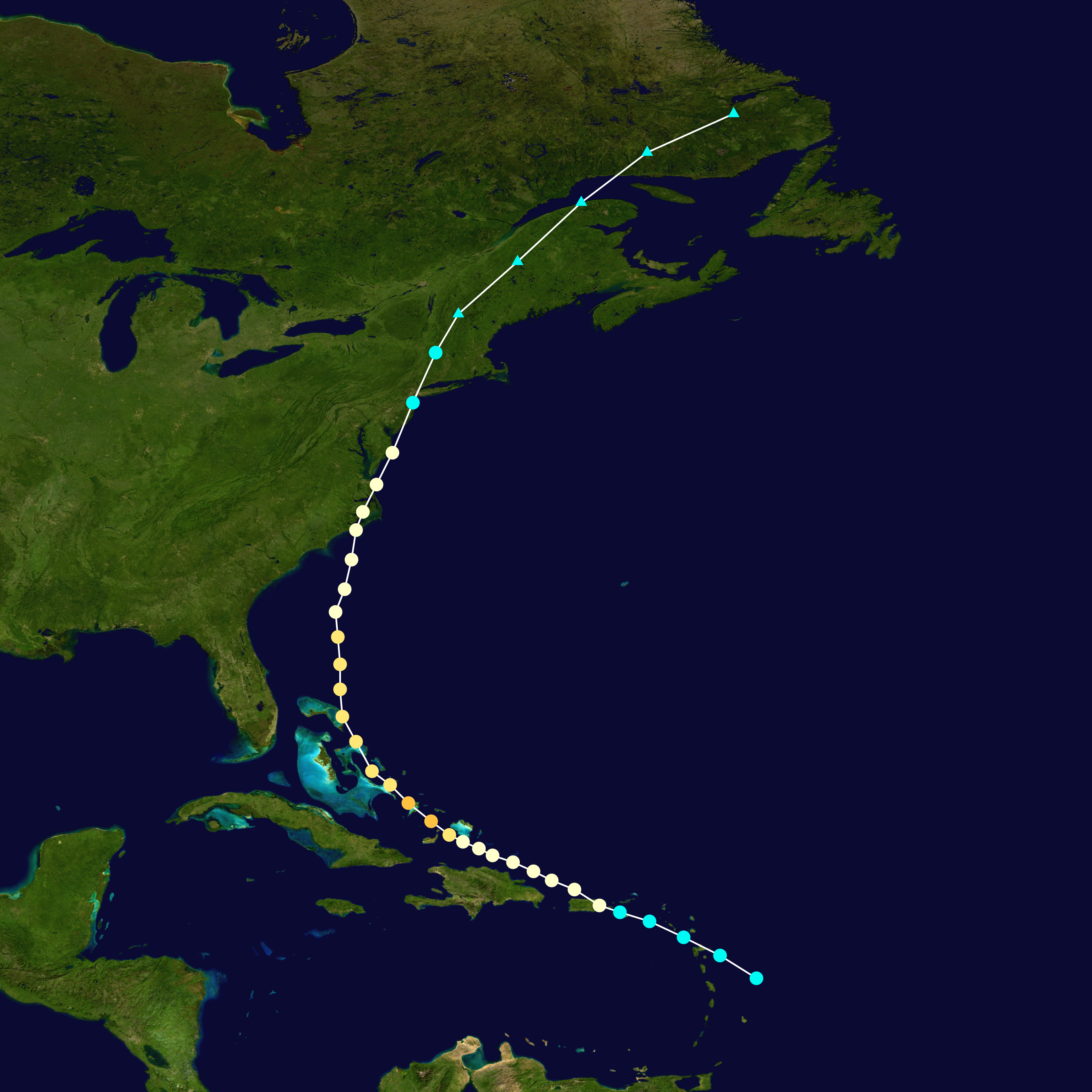
Trajectòria de la Irene.

El 15 d'agost una ona tropical es va moure des de la costa d'Àfrica cap a l'oceà Atlàntic presentant una rotació ciclònica definida i intensa humitat tropical. Es va mantenir ben definida mentre es desplaçava de manera constant cap a l'Oest durant els dies següents i passava per les illes de Cap Verd, amb convecció significativa situada només al Sud-oest del seu eix.
En allunyar-se de l'arxipèlag, el desenvolupament de tempestes i xàfecs es va mantenir limitat, amb una aparença bastant extensa.
El 19 d'agost, l'activitat convectiva va començar a mostrar signes d'organització mentre baixava la pressió atmosfèrica i en moure's el sistema cap a un entorn més favorable, la possibilitat de ciclogènesi s'incrementava notòriament.

La forta activitat de tempestes va continuar pronunciant-se al voltant de la nova àrea de baixa pressió i el 20 d'agost, el Centre Nacional d'Huracans (CNH) dels Estats Units va assenyalar la imminència de la formació d'un cicló tropical a mesura que el sistema s'aproximava a les Antilles Menors. La nit d'aquest mateix dia, un avió dels Caçadors d'huracans va confirmar la presència d'un petit centre de circulació en superfície al sud-est d'un sector de vigorosa convecció i vents inusualment intensos, la qual cosa constituïa un indicatiu d'organització suficient com per classificar el centre de baixa pressió com la Tempesta tropical Irene.

Es va ubicar a Irene a uns 305 km a l'est de Dominica, alineada amb un centre d'alta pressió en procés de debilitament, que l'induiria un desplaçament general cap al nord-oest durant la seva trajectòria a través del mar Carib oriental. En els nivells mitjans de l'atmosfera terrestre, la circulació va continuar millorant i van aparèixer indicis de bandes corbes cap al nord del centre de la tempesta.
El 21 d'agost el centre de superfície es va reformar més pròxim a la convecció profunda mentre un anticicló en alçada-en els nivells alts de l'atmosfera-proporcionava un outflowcada vegada més gran sobre el cicló tropical. Amb la seva estructura millorada i en un ambient de baixa cisallament vertical del vent i altes temperatures superficials del mar, es va pronosticar que Irene s'intensificaria a intensitat propera a força d'huracà (> 119 km/h) abans de tocar terra a l'Hispaniola.
Durant tot l'endemà Irene es va desplaçar més cap al nord del que es havia projectat inicialment, fregant l'illa de Saint Croix i dirigint-se cap a Puerto Rico on va experimentar un augment considerable en la velocitat de circulació del vent, gairebé arribant a la intensitat d'huracà. Algunes hores més tard, Irene tocava terra als voltants de Punta Santiago amb vents sostinguts de 110 km / h. Malgrat la seva interacció amb el terreny alt de l'illa, un ull irregular es va fer evident en les imatges de radar. A més, les dades del radar Doppler indicaven velocitats del vent superiors als 119 km / h. Conseqüentment, Irene va ser ascendida al grau d'huracà de categoria 1 a l'escala de Saffir-Simpson, convertint-se així en el primer huracà de la temporada, immediatament després de tocar terra, és a dir, sobre Puerto Rico. L'enfortiment va continuar algunes hores assolint la categoria 2, amb un pic de 160 km/h al nord de República Dominicana, mentre començava a assotar les illes Turks i Caicos, el dia 23 d'agost. Durant la resta d'aquest dia, la Irene va disminuir novament a categoria 1, per tornar a intensificar-se en les primeres hores de l'endemà, mentre mostrava un ull irregular en les imatges de satèl·lit.
 La Irene es va moure erràticament sobre aigües molt càlides en passar per les Bahames del Sud-est, on es va expandir mentre un molt bon outflow s'establia en altura: el cicló es va intensificar a la categoria 3, amb vents que van arribar fins als 195 km/h, convertint-se així en el primer huracà major de la temporada. El 25 d'agost, la Irene va començar un cicle de reemplaçament de la paret de l'ull, la qual cosa va interrompre la seva intensificació i el va debilitar lleument.
Posteriorment va desenvolupar un ull de 800 km de diàmetre durant algunes hores. Això no obstant, l'huracà no es va recuperar de l'afebliment produït pel cicle de reemplaçament i va continuar afeblint-se mentre s'apropava als Outer Banks de Carolina del Nord amb categoria 1. El 27 d'agost a les 11:30 UTC, la Irene va tocar terra a l'oest del Comtat de Carteret amb vents de 140 km/h.
Després de 10 hores sobre terra, l'ull de l'huracà es va omplir de núvols, tot i que el centre encara estava ben definit en imatges de radar. Més tard la Irene es va endinsar a l'Atlàntic prop de la Badia de Chesapeake a Virgínia. El 28 d'agost a les 09:35 UTC, la Irene va tocar terra a la costa de Nova Jersey amb vents de 121 km/h, i ràpidament va tornar a l'aigua. Hores més tard la Irene, ja convertit en tempesta tropical amb vents de 105 km/h va fer la tercera incursió a Terra a l'àrea de Brooklyn, a la ciutat de Nova York.
La Irene es va moure cap al nord-est sobre Nova Anglaterra, convertint-se en tempesta post-tropical sobre l'estat de Maine a les 03:00 UTC del 29 d'agost. El cicló va continuar cap al nord sobre l'est del Quebec, al Canadà, llavors va travessar el riu St. Lawrence al Labrador abans d'entrar al mar de Labrador al final del dia 29 d'agost.

## Conseqüències
| País                 | Morts | Danys (USD)    |
| Bahames              | 0     | 40 milions     |
| Canadà               | 1     | Desconegut     |
| República Dominicana | 4     | 30 milions     |
| Haití                | 3     | Desconegut     |
| Estats Units         | 47    | >7.000 milions |
| Puerto Rico          | 1     | 500 milions    |
| Total                | 56    | >7.570 milions |

### Antilles Menors
En passar per les illes Verges Britàniques, Irene va portar vents Arrach i intenses pluges sobre el territori. No obstant això, el dany resultant va ser mínim. La tempesta elèctrica intensa a l'illa Necker va causar un gran incendi en una mansió privada, entre els quals s'hi trobava l'actriu britànica Kate Winslet, que van poder abandonar sense més problemes. Abans de l'arribada de la tempesta, les autoritats de les illes van tancar preventivament els ports i aeroports locals i van disposar d'albergs públics. Irene va vorejar l'illa de Saint Croix com a tempesta tropical intensa, encara que eal'illa es van registrar vents relativament moderats associats al centre del cicló. Cap al Nord, a l'Illa de Saint Thomas, els vents van arribar a força de temporal (> 60 km / h) i van escombrar l'illa amb ràfegues de fins a 110 km / h. A més, es van registrar condicions inclements en tot l'arxipèlag, així com nombrosos talls d'energia elèctrica.

### Puerto Rico

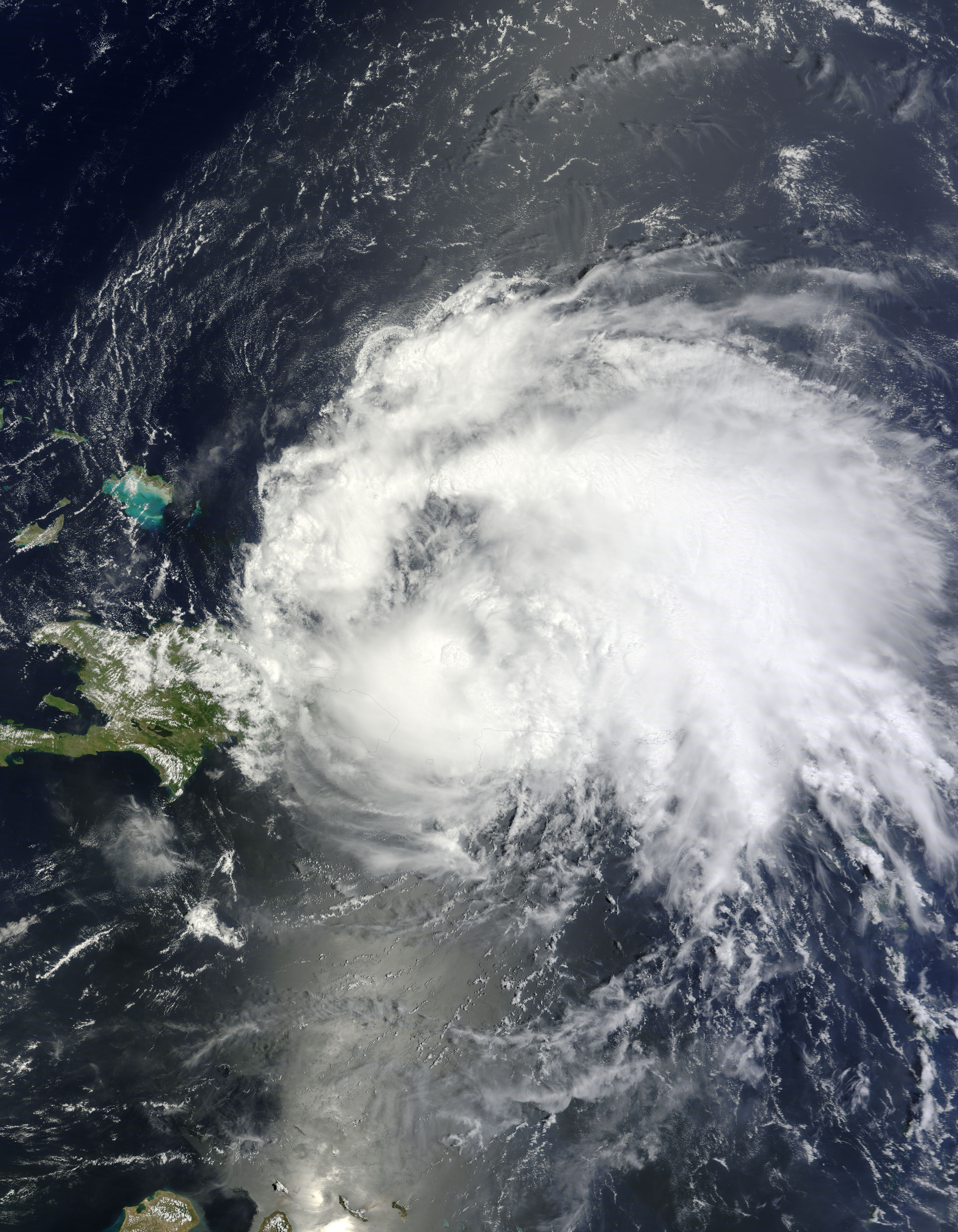
Imatge de la cobertura nuvolosa d'Irene cobrint part de la República Dominicana i tot Puerto Rico.

A Puerto Rico, les pluges intenses van causar danys de consideració en diverses carreteres, mentre els vents huracanats van fer caure nombrosos arbres i pals de servei, deixant a més d'1 milió d'habitants sense energia elèctrica, segons l'Autoritat d'Energia Elèctrica (AEE). Així mateix, uns 121.000 clients del servei d'aigua potable van quedar sense servei en plena tempesta, mentre que almenys 771 persones es van desplaçar als refugis. En els llocs més elevats, els vents es van estimar en 178 km / h segons dades de radar i diversos rius es van desbordar a causa de les intenses precipitacions. En les primeres hores del 22 d'agost, l'Aeroport Internacional Luis Muñoz Marín de San Juan va registrar la caiguda de 72,39 mm de pluja en un període de 24 hores i vents que van arribar als 66 km / h. El sector agrícola també va patir pèrdues a causa de la tempesta, en particular prop del lloc on Irene va tocar terra. Els intensos vents van arrencar cultius i nombroses plantacions de banana i cafè. Les més afectades van ser les plantacions properes a les localitats de Yabucoa i Maunabo, on les severes inundacions van arruïnar una gran quantitat de bananers.
El president dels Estats Units Barack Obama va declarar l'estat d'emergència per a Puerto Rico, per tal de contribuir amb ajuda financera federal a la regió.

### República Dominicana
Irene va vorejar la costa nord de la República Dominicana i va produir vents de força temporal i pluges prolongades i va desplaçar a unes 31.900 persones, deixant almenys 85 comunitats aïllades. La maror ciclònica que arrossegava la tempesta va afectar uns 200 llars i va ocasionar evacuacions en aquesta part de la costa. Els vents més intensos van tenir lloc a Cibao, on van caure nombrosos arbres. Es van produir múltiples inundacions per desbordament de rius que van afectar cases i carreteres. El sòl saturat d'aigua va generar diversos lliscaments de terra. Malgrat la seva distància, Irene va produir pluja intensa en sectors del sud del país. Les inundacions resultants de la pluja juntament amb el desbordament de dos rius van arrasar gran part de Sant Cristòfol, on a més, l'esfondrament d'un pont va causar dues victimes mortals Una altra persona va perdre la vida a Cambita Garabitos. A la província de La Altagracia també es van produir pluges molt intenses, amb una víctima fatal i centenars d'evacuats, principalment com a resultat del desbordament de rius, que va afectar seriosament les zones de producció agrícola. D'acord amb informes preliminars, Irene va afectar en total a uns 2.300 llars, entre els quals hi ha unes 16 cases que van ser totalment destruïdes. Les pèrdues associades s'han calculat al voltant de 1.000 milions de pesos dominicans.

### Haití
A Haití, unes 500 persones van haver de ser evacuades a causa de les inundacions causades per l'huracà Irene. En tot el país es van registrar copioses precipitacions que van arruïnar la ja empobrida infraestructura de la nació, i es van registrar talls de carreteres i ponts, amb nombroses comunitats aïllades. L'ONU va anunciar a Ginebra, Suïssa, l'enviament d'ajuda addicional al país, que ja disposava de diverses operacions d'emergència. Portaveus del Programa Mundial d'Aliments (PMA) van enviar aliments a les zones remotes del nord d'Haití, una de les regions més afectades per Irene.
En les proximitats de Port-au-Prince, la força del vent va destruir moltes de les tendes de refugiats que s'havien construït per al gran terratrèmol Terratrèmol d'Haití del 2010. Les crescudes del rius van provocar dues víctimes mortals i quatre persones van patir ferides de diversa consideració.

### Illes Turks i Caicos
Irene va passar per les illes Turks i Caicos com un huracà de categoria 1 a l'escala de Saffir-Simpson. Els intensos vents provocats pel cicló van destrossar sostres i línies elèctriques per tot el territori.

### Bahames
A les Bahames on l'ull de l'huracà va travessar l'arxipèlag, les ràfagues van arribar als 225 km/h i l'acumulació de precipitació arribar als 330 mm. Els vents extrems van danyar almenys unes 40 cases a l'illa Mayaguana, mentre que diverses desenes de llars van ser també arrasades a l'illa Acklins. A Lovely Bay el 90% dels habitatges van quedar afectats per la tempesta. A l'illa de Crooked, on es van registrar ràfegues de vent de 159  km/h, van resultar afectats el sostre i les finestres d'una escola. Allà, una església local es va esfondrar parcialment a causa de la intensa tempesta. A les illes de Nova Providència i Gran Bahama els danys van ser limitats i l'activitat de negocis va tornar a la normalitat poc després. Malgrat la seva intensitat devastadora, Irene no va deixar víctimes mortals a l'arxipèlag.

### Cuba
L'Irene, durant el seu passatge per les Bahames, va propiciar pluges lleugeres a l'est de Cuba. Les ciutats de Moa i Sagua de Tánamo de la província d'Holguín van registrar pluges de 60 mm. No obstant això, en registres generals no han estat superiors al 5,01 mm. També es van produir danys a la província de Guantánamo a causa de les inundacions a Baracoa.

### Estats Units
Els forts vents de l'huracà Irene van afectar tota la costa est dels Estats Units, des de Florida a Nova Anglaterra i endinsant-se fins al centre de Nova York i Pennsilvània afectant part dels 17 estats i el districte de Colúmbia.
Els forts vents, convinats amb la saturació del sol a causa de la gran quantitat de precipitació van abatre arbres i línies elèctriques. Aproximadament 7, 4 milions de llars es van quedar sense electricitat i fins a 3,3 milions van romandre tres dies sense energia elèctrica. Les zones costaneres van patir destrosses a causa de les inundacions provocades per l'huracà. La tempesta va produir tornados que van produir destrosses significatives en alguns habitatges de la zona. Al nord-est van registrar rècords en l'increment de cabal de l'aigua i es van produir desbordaments dels rius que van causar inundacions molt importants com les del Comtat de Greene. Els danys ocasionats per l'huracà es van estimar en uns 7.000 milions de dòlars. i 47 morts.